# Journal of Mathematical Physics
Das Journal of Mathematical Physics (J. Math. Phys., JMP) ist eine seit 1960 erscheinende Zeitschrift für Mathematische Physik des American Institute of Physics. Zuerst erschien sie alle zwei Monate, seit 1963 monatlich.
Sie ist neben den Communications in Mathematical Physics die führende Zeitschrift auf ihrem Gebiet und die älteste auf mathematische Physik spezialisierte Zeitschrift. Die Artikel sollten nach den Angaben der Herausgeber für theoretische Physiker verständlich sein.
Herausgeber ist zurzeit Jan Philip Solovej. Erster Herausgeber war Elliott Montroll, ab 1970 Morton Hamermesh, ab 1979 John R. Klauder, ab 1984 Lawrence C. Biedenharn, von 1992 bis 2005 Roger G. Newton und 2006 bis 2018 Bruno Nachtergaele.
ISSN 0022-2488